# نهضت همبستگی ملی افغانستان
نهضت همبستگی ملی افغانستان یک حزب سیاسی در افغانستان به رهبری اسحاق گیلانی است. این حزب علی‌رغم حمایت قبلی خود از محمد ظاهر شاه، در انتخابات ریاست‌جمهوری افغانستان ۱۳۸۳ از حامد کرزی حمایت کرد. گیلانی با خانواده‌های محافظه‌کار مناطق پشتون نشین ارتباط دارد.
نهضت همبستگی ملی افغانستان عضو کنفرانس سلطنتی بین‌المللی است.
نهضت ملی همبستگی افغانستان یک جنبش سیاسی، اجتماعی، سازمان یافته و محترم است که از دموکراسی، شوراهای قبیله‌ای و ایجاد مراکز فرهنگی حمایت می‌کند. این حزب تلاش می‌کند تا در از بین بردن بحران، حفظ استقلال و تمامیت ارضی، تضمین وحدت ملی و عدالت اجتماعی و توسعه و پیشرفت کشور به سوی رفاه، کمک کند.
جنبش ملی همبستگی نقش مهمی در جامعه به عنوان یک سازمان مستقل دارد. پیروی از اصول بین‌المللی، احترام به فرهنگ ملی و سنت‌ها و رعایت حقوق بشر، سازمان ملل و دیگر کنوانسیون‌های بین‌المللی از اهداف این جنبش است.